# Lista över fornlämningar i Sigtuna kommun (Lunda)
Lista över fornlämningar i Sigtuna kommun (Lunda) är en förteckning av ett urval av de fornlämningar som finns i Lunda i Sigtuna kommun.
| Namn               | Lämningstyp                      | Tillkomsttid | Historisk indelning | Plats | Läge                 | ID-nr          | Bild                                      |
| ------------------ | -------------------------------- | ------------ | ------------------- | ----- | -------------------- | -------------- | ----------------------------------------- |
| Lunda 2:1          | Gravfält                         |              | Lunda, Uppland      |       | 59.679151, 18.041115 | 10004700020001 | Ladda upp en bild av detta fornminne      |
| Lunda 3:1          | Gravfält                         |              | Lunda, Uppland      |       | 59.678193, 18.041380 | 10004700030001 | Ladda upp en bild av detta fornminne      |
| Lunda 4:1          | Gravfält                         |              | Lunda, Uppland      |       | 59.677466, 18.042429 | 10004700040001 | Ladda upp en bild av detta fornminne      |
| Lunda 5:1          | Husgrund, förhistorisk/medeltida |              | Lunda, Uppland      |       | 59.677205, 18.035386 | 10004700050001 | Ladda upp en bild av detta fornminne      |
| Lunda 7:2          | Röse                             |              | Lunda, Uppland      |       | 59.675918, 18.034353 | 10004700070002 | Ladda upp en bild av detta fornminne      |
| Lunda 9:1          | Gravfält                         |              | Lunda, Uppland      |       | 59.676927, 18.044396 | 10004700090001 | Ladda upp en bild av detta fornminne      |
| Lunda 10:1         | Stensättning                     |              | Lunda, Uppland      |       | 59.675683, 18.044560 | 10004700100001 | Ladda upp en bild av detta fornminne      |
| Lunda 10:2         | Hög                              |              | Lunda, Uppland      |       | 59.675563, 18.044718 | 10004700100002 | Ladda upp en bild av detta fornminne      |
| Lunda 11:1         | Stensättning                     |              | Lunda, Uppland      |       | 59.674267, 18.046443 | 10004700110001 | Ladda upp en bild av detta fornminne      |
| Lunda 11:2         | Stensättning                     |              | Lunda, Uppland      |       | 59.674227, 18.046668 | 10004700110002 | Ladda upp en bild av detta fornminne      |
| Lunda 11:3         | Stensättning                     |              | Lunda, Uppland      |       | 59.674175, 18.046606 | 10004700110003 | Ladda upp en bild av detta fornminne      |
| Lunda 14:1         | Gravfält                         |              | Lunda, Uppland      |       | 59.669621, 18.048940 | 10004700140001 | Ladda upp en bild av detta fornminne      |
| U 354 (Lunda 15:1) | Runristning                      |              | Lunda, Uppland      |       | 59.666797, 18.046760 | 10004700150001 | Ladda upp en till bild av detta fornminne |
| Lunda 16:1         | Hög                              |              | Lunda, Uppland      |       | 59.666481, 18.045773 | 10004700160001 | Ladda upp en bild av detta fornminne      |
| U 353 (Lunda 17:1) | Runristning                      |              | Lunda, Uppland      |       | 59.666784, 18.046086 | 10004700170001 | Ladda upp en till bild av detta fornminne |
| Lunda 18:1         | Gravfält                         |              | Lunda, Uppland      |       | 59.659057, 18.042911 | 10004700180001 | Ladda upp en bild av detta fornminne      |
| Lunda 19:1         | Gravfält                         |              | Lunda, Uppland      |       | 59.658628, 18.039902 | 10004700190001 | Ladda upp en bild av detta fornminne      |
| Lunda 20:1         | Gravfält                         |              | Lunda, Uppland      |       | 59.664835, 18.035178 | 10004700200001 | Ladda upp en bild av detta fornminne      |
| Lunda 21:1         | Hög                              |              | Lunda, Uppland      |       | 59.664415, 18.036838 | 10004700210001 | Ladda upp en bild av detta fornminne      |
| Lunda 24:2         | Stensättning                     |              | Lunda, Uppland      |       | 59.664819, 18.037509 | 10004700240002 | Ladda upp en bild av detta fornminne      |
| Lunda 24:3         | Stensättning                     |              | Lunda, Uppland      |       | 59.664737, 18.037587 | 10004700240003 | Ladda upp en bild av detta fornminne      |
| Lunda 24:4         | Stensättning                     |              | Lunda, Uppland      |       | 59.664667, 18.037740 | 10004700240004 | Ladda upp en bild av detta fornminne      |
| Lunda 25:1         | Gravfält                         |              | Lunda, Uppland      |       | 59.657619, 18.025133 | 10004700250001 | Ladda upp en bild av detta fornminne      |
| Lunda 27:1         | Gravfält                         |              | Lunda, Uppland      |       | 59.660017, 18.027576 | 10004700270001 | Ladda upp en bild av detta fornminne      |
| Lunda 31:1         | Stensättning                     |              | Lunda, Uppland      |       | 59.683788, 18.055477 | 10004700310001 | Ladda upp en bild av detta fornminne      |
| Lunda 34:1         | Gravfält                         |              | Lunda, Uppland      |       | 59.686999, 18.055192 | 10004700340001 | Ladda upp en bild av detta fornminne      |
| Lunda 35:1         | Stensättning                     |              | Lunda, Uppland      |       | 59.686327, 18.055228 | 10004700350001 | Ladda upp en bild av detta fornminne      |
| Lunda 35:2         | Stensättning                     |              | Lunda, Uppland      |       | 59.686379, 18.055106 | 10004700350002 | Ladda upp en bild av detta fornminne      |
| Lunda 36:1         | Stensättning                     |              | Lunda, Uppland      |       | 59.682482, 18.068399 | 10004700360001 | Ladda upp en bild av detta fornminne      |
| Lunda 38:1         | Gravfält                         |              | Lunda, Uppland      |       | 59.679250, 18.067422 | 10004700380001 | Ladda upp en bild av detta fornminne      |
| Lunda 41:1         | Gravfält                         |              | Lunda, Uppland      |       | 59.676362, 18.064620 | 10004700410001 | Ladda upp en bild av detta fornminne      |
| Lunda 42:1         | Gravfält                         |              | Lunda, Uppland      |       | 59.675942, 18.061210 | 10004700420001 | Ladda upp en bild av detta fornminne      |
| Lunda 43:1         | Gravfält                         |              | Lunda, Uppland      |       | 59.675509, 18.060365 | 10004700430001 | Ladda upp en bild av detta fornminne      |
| Lunda 45:1         | Gravfält                         |              | Lunda, Uppland      |       | 59.674853, 18.062675 | 10004700450001 | Ladda upp en bild av detta fornminne      |
| Lunda 46:1         | Stensättning                     |              | Lunda, Uppland      |       | 59.672462, 18.053654 | 10004700460001 | Ladda upp en bild av detta fornminne      |
| Lunda 49:1         | Hög                              |              | Lunda, Uppland      |       | 59.673517, 18.062111 | 10004700490001 | Ladda upp en bild av detta fornminne      |
| Lunda 51:1         | Gravfält                         |              | Lunda, Uppland      |       | 59.673528, 18.065219 | 10004700510001 | Ladda upp en bild av detta fornminne      |
| Lunda 52:1         | Stensättning                     |              | Lunda, Uppland      |       | 59.674467, 18.063782 | 10004700520001 | Ladda upp en bild av detta fornminne      |
| Lunda 52:2         | Stensättning                     |              | Lunda, Uppland      |       | 59.674432, 18.063962 | 10004700520002 | Ladda upp en bild av detta fornminne      |
| Lunda 54:1         | Stensättning                     |              | Lunda, Uppland      |       | 59.669641, 18.058985 | 10004700540001 | Ladda upp en bild av detta fornminne      |
| Lunda 54:2         | Stensättning                     |              | Lunda, Uppland      |       | 59.669538, 18.058902 | 10004700540002 | Ladda upp en bild av detta fornminne      |
| Lunda 55:1         | Stensättning                     |              | Lunda, Uppland      |       | 59.670219, 18.063060 | 10004700550001 | Ladda upp en bild av detta fornminne      |
| Lunda 59:1         | Röse                             |              | Lunda, Uppland      |       | 59.663170, 18.049378 | 10004700590001 | Ladda upp en bild av detta fornminne      |
| Lunda 64:1         | Stensättning                     |              | Lunda, Uppland      |       | 59.665811, 18.052124 | 10004700640001 | Ladda upp en bild av detta fornminne      |
| Lunda 65:1         | Gravfält                         |              | Lunda, Uppland      |       | 59.666203, 18.054582 | 10004700650001 | Ladda upp en bild av detta fornminne      |
| Lunda 67:1         | Gravfält                         |              | Lunda, Uppland      |       | 59.667782, 18.053530 | 10004700670001 | Ladda upp en bild av detta fornminne      |
| Lunda 80:1         | Gravfält                         |              | Lunda, Uppland      |       | 59.655027, 18.060242 | 10004700800001 | Ladda upp en bild av detta fornminne      |
| Lunda 86:1         | Stensättning                     |              | Lunda, Uppland      |       | 59.644034, 17.982429 | 10004700860001 | Ladda upp en bild av detta fornminne      |
| U 356 (Lunda 91:1) | Gravfält                         |              | Lunda, Uppland      |       | 59.656314, 18.050869 | 10004700910001 | Ladda upp en till bild av detta fornminne |
| Lunda 92:1         | Röse                             |              | Lunda, Uppland      |       | 59.678397, 18.012971 | 10004700920001 | Ladda upp en bild av detta fornminne      |
| Lunda 93:1         | Gravfält                         |              | Lunda, Uppland      |       | 59.677152, 18.018326 | 10004700930001 | Ladda upp en bild av detta fornminne      |
| Lunda 94:1         | Gravfält                         |              | Lunda, Uppland      |       | 59.677162, 18.015988 | 10004700940001 | Ladda upp en bild av detta fornminne      |
| Lunda 95:1         | Stensättning                     |              | Lunda, Uppland      |       | 59.678681, 18.010945 | 10004700950001 | Ladda upp en bild av detta fornminne      |
| Lunda 96:1         | Stensättning                     |              | Lunda, Uppland      |       | 59.668208, 18.003012 | 10004700960001 | Ladda upp en bild av detta fornminne      |
| Lunda 96:2         | Stensättning                     |              | Lunda, Uppland      |       | 59.667984, 18.003408 | 10004700960002 | Ladda upp en bild av detta fornminne      |
| Lunda 97:1         | Stensättning                     |              | Lunda, Uppland      |       | 59.664959, 18.000723 | 10004700970001 | Ladda upp en bild av detta fornminne      |
| Lunda 97:2         | Stensättning                     |              | Lunda, Uppland      |       | 59.664833, 18.000877 | 10004700970002 | Ladda upp en bild av detta fornminne      |
| Lunda 97:3         | Stensättning                     |              | Lunda, Uppland      |       | 59.664702, 18.000500 | 10004700970003 | Ladda upp en bild av detta fornminne      |
| Lunda 98:1         | Stensättning                     |              | Lunda, Uppland      |       | 59.664489, 18.000159 | 10004700980001 | Ladda upp en bild av detta fornminne      |
| Lunda 99:1         | Gravfält                         |              | Lunda, Uppland      |       | 59.663097, 18.000798 | 10004700990001 | Ladda upp en bild av detta fornminne      |
| Lunda 101:1        | Hög                              |              | Lunda, Uppland      |       | 59.648405, 18.056054 | 10004701010001 | Ladda upp en bild av detta fornminne      |
| Lunda 102:1        | Gravfält                         |              | Lunda, Uppland      |       | 59.650927, 18.050009 | 10004701020001 | Ladda upp en bild av detta fornminne      |
| Lunda 109:1        | Gravfält                         |              | Lunda, Uppland      |       | 59.648589, 18.059960 | 10004701090001 | Ladda upp en bild av detta fornminne      |
| Lunda 111:1        | Stensättning                     |              | Lunda, Uppland      |       | 59.654022, 17.995832 | 10004701110001 | Ladda upp en bild av detta fornminne      |
| Lunda 111:2        | Stensättning                     |              | Lunda, Uppland      |       | 59.653807, 17.995812 | 10004701110002 | Ladda upp en bild av detta fornminne      |
| Lunda 112:1        | Stensättning                     |              | Lunda, Uppland      |       | 59.654221, 17.997381 | 10004701120001 | Ladda upp en bild av detta fornminne      |
| Lunda 113:1        | Stensättning                     |              | Lunda, Uppland      |       | 59.655984, 18.001137 | 10004701130001 | Ladda upp en bild av detta fornminne      |
| Lunda 114:1        | Stensättning                     |              | Lunda, Uppland      |       | 59.655238, 17.999855 | 10004701140001 | Ladda upp en bild av detta fornminne      |
| Lunda 115:1        | Stensättning                     |              | Lunda, Uppland      |       | 59.655359, 17.999172 | 10004701150001 | Ladda upp en bild av detta fornminne      |
| Lunda 118:1        | Stensättning                     |              | Lunda, Uppland      |       | 59.659530, 18.002742 | 10004701180001 | Ladda upp en bild av detta fornminne      |
| Lunda 119:1        | Stensättning                     |              | Lunda, Uppland      |       | 59.653106, 18.012948 | 10004701190001 | Ladda upp en bild av detta fornminne      |
| Lunda 119:2        | Stensättning                     |              | Lunda, Uppland      |       | 59.653001, 18.012961 | 10004701190002 | Ladda upp en bild av detta fornminne      |
| Lunda 119:3        | Stensättning                     |              | Lunda, Uppland      |       | 59.652831, 18.013047 | 10004701190003 | Ladda upp en bild av detta fornminne      |
| Lunda 124:1        | Gravfält                         |              | Lunda, Uppland      |       | 59.648616, 18.006715 | 10004701240001 | Ladda upp en bild av detta fornminne      |
| Lunda 125:1        | Gravfält                         |              | Lunda, Uppland      |       | 59.647215, 18.005751 | 10004701250001 | Ladda upp en bild av detta fornminne      |
| Lunda 126:1        | Hög                              |              | Lunda, Uppland      |       | 59.648773, 18.003514 | 10004701260001 | Ladda upp en bild av detta fornminne      |
| Lunda 127:1        | Gravfält                         |              | Lunda, Uppland      |       | 59.646790, 18.002768 | 10004701270001 | Ladda upp en bild av detta fornminne      |
| Lunda 131:1        | Gravfält                         |              | Lunda, Uppland      |       | 59.651452, 18.027766 | 10004701310001 | Ladda upp en bild av detta fornminne      |
| Lunda 135:1        | Gravfält                         |              | Lunda, Uppland      |       | 59.647805, 18.049821 | 10004701350001 | Ladda upp en bild av detta fornminne      |
| Lunda 142:1        | Gravfält                         |              | Lunda, Uppland      |       | 59.675460, 18.020136 | 10004701420001 | Ladda upp en bild av detta fornminne      |
| Lunda 146:1        | Gravfält                         |              | Lunda, Uppland      |       | 59.675323, 18.014321 | 10004701460001 | Ladda upp en bild av detta fornminne      |
| Lunda 147:1        | Gravfält                         |              | Lunda, Uppland      |       | 59.675430, 18.012272 | 10004701470001 | Ladda upp en bild av detta fornminne      |
| Lunda 148:1        | Gravfält                         |              | Lunda, Uppland      |       | 59.677054, 18.014226 | 10004701480001 | Ladda upp en bild av detta fornminne      |
| Lunda 151:1        | Stensättning                     |              | Lunda, Uppland      |       | 59.672047, 18.003391 | 10004701510001 | Ladda upp en bild av detta fornminne      |
| Lunda 153:1        | Stensättning                     |              | Lunda, Uppland      |       | 59.651694, 18.012892 | 10004701530001 | Ladda upp en bild av detta fornminne      |
| Lunda 154:1        | Gravfält                         |              | Lunda, Uppland      |       | 59.650369, 18.004742 | 10004701540001 | Ladda upp en bild av detta fornminne      |
| Lunda 155:1        | Gravfält                         |              | Lunda, Uppland      |       | 59.651510, 18.002605 | 10004701550001 | Ladda upp en bild av detta fornminne      |
| Lunda 156:1        | Gravfält                         |              | Lunda, Uppland      |       | 59.651431, 18.003620 | 10004701560001 | Ladda upp en bild av detta fornminne      |
| Lunda 157:1        | Stensättning                     |              | Lunda, Uppland      |       | 59.656090, 18.005180 | 10004701570001 | Ladda upp en bild av detta fornminne      |
| Lunda 159:1        | Stensättning                     |              | Lunda, Uppland      |       | 59.656816, 18.002241 | 10004701590001 | Ladda upp en bild av detta fornminne      |
| Lunda 159:2        | Stensättning                     |              | Lunda, Uppland      |       | 59.656563, 18.002417 | 10004701590002 | Ladda upp en bild av detta fornminne      |
| Lunda 160:1        | Stensättning                     |              | Lunda, Uppland      |       | 59.655730, 17.999353 | 10004701600001 | Ladda upp en bild av detta fornminne      |
| Lunda 161:1        | Stensättning                     |              | Lunda, Uppland      |       | 59.658124, 18.000162 | 10004701610001 | Ladda upp en bild av detta fornminne      |
| Lunda 162:1        | Stensättning                     |              | Lunda, Uppland      |       | 59.655082, 17.998200 | 10004701620001 | Ladda upp en bild av detta fornminne      |
| Lunda 163:2        | Stensättning                     |              | Lunda, Uppland      |       | 59.656688, 18.006973 | 10004701630002 | Ladda upp en bild av detta fornminne      |
| Lunda 163:3        | Stensättning                     |              | Lunda, Uppland      |       | 59.656393, 18.007173 | 10004701630003 | Ladda upp en bild av detta fornminne      |
| Lunda 164:1        | Stensättning                     |              | Lunda, Uppland      |       | 59.655313, 18.015185 | 10004701640001 | Ladda upp en bild av detta fornminne      |
| Lunda 164:2        | Stensättning                     |              | Lunda, Uppland      |       | 59.655224, 18.015139 | 10004701640002 | Ladda upp en bild av detta fornminne      |
| Lunda 164:3        | Stensättning                     |              | Lunda, Uppland      |       | 59.655359, 18.015029 | 10004701640003 | Ladda upp en bild av detta fornminne      |
| Lunda 166:1        | Stensättning                     |              | Lunda, Uppland      |       | 59.650410, 17.991516 | 10004701660001 | Ladda upp en bild av detta fornminne      |
| Lunda 167:1        | Stensättning                     |              | Lunda, Uppland      |       | 59.653215, 17.993573 | 10004701670001 | Ladda upp en bild av detta fornminne      |
| Lunda 168:1        | Hög                              |              | Lunda, Uppland      |       | 59.648831, 17.984283 | 10004701680001 | Ladda upp en bild av detta fornminne      |
| Lunda 173:1        | Röse                             |              | Lunda, Uppland      |       | 59.664029, 17.988933 | 10004701730001 | Ladda upp en bild av detta fornminne      |
| Lunda 173:2        | Stensättning                     |              | Lunda, Uppland      |       | 59.664244, 17.989056 | 10004701730002 | Ladda upp en bild av detta fornminne      |
| Lunda 173:3        | Stensättning                     |              | Lunda, Uppland      |       | 59.664317, 17.988913 | 10004701730003 | Ladda upp en bild av detta fornminne      |
| Lunda 175:1        | Stensättning                     |              | Lunda, Uppland      |       | 59.663768, 17.987603 | 10004701750001 | Ladda upp en bild av detta fornminne      |
| Lunda 177:1        | Stensättning                     |              | Lunda, Uppland      |       | 59.661479, 17.984833 | 10004701770001 | Ladda upp en bild av detta fornminne      |
| Lunda 178:1        | Stensättning                     |              | Lunda, Uppland      |       | 59.661333, 17.983721 | 10004701780001 | Ladda upp en bild av detta fornminne      |
| Lunda 178:2        | Stensättning                     |              | Lunda, Uppland      |       | 59.661286, 17.984012 | 10004701780002 | Ladda upp en bild av detta fornminne      |
| Lunda 178:3        | Stensättning                     |              | Lunda, Uppland      |       | 59.661401, 17.984095 | 10004701780003 | Ladda upp en bild av detta fornminne      |
| Lunda 179:1        | Gravfält                         |              | Lunda, Uppland      |       | 59.660501, 17.981509 | 10004701790001 | Ladda upp en bild av detta fornminne      |
| Lunda 180:1        | Stensättning                     |              | Lunda, Uppland      |       | 59.659293, 17.979596 | 10004701800001 | Ladda upp en bild av detta fornminne      |
| Lunda 191:1        | Hög                              |              | Lunda, Uppland      |       | 59.651057, 17.966510 | 10004701910001 | Ladda upp en bild av detta fornminne      |
| Lunda 191:2        | Stensättning                     |              | Lunda, Uppland      |       | 59.651109, 17.966315 | 10004701910002 | Ladda upp en bild av detta fornminne      |
| Lunda 194:1        | Runristning                      |              | Lunda, Uppland      |       | 59.672211, 18.050204 | 10004701940001 | Ladda upp en bild av detta fornminne      |
| Lunda 201:1        | Hög                              |              | Lunda, Uppland      |       | 59.664023, 18.040256 | 10004702010001 | Ladda upp en bild av detta fornminne      |
| Lunda 203:1        | Stensättning                     |              | Lunda, Uppland      |       | 59.654852, 18.024431 | 10004702030001 | Ladda upp en bild av detta fornminne      |
| Lunda 203:2        | Stensättning                     |              | Lunda, Uppland      |       | 59.655033, 18.024329 | 10004702030002 | Ladda upp en bild av detta fornminne      |
| Lunda 205:1        | Hög                              |              | Lunda, Uppland      |       | 59.641438, 18.051493 | 10004702050001 | Ladda upp en bild av detta fornminne      |
| Lunda 210:1        | Gravfält                         |              | Lunda, Uppland      |       | 59.645437, 18.050309 | 10004702100001 | Ladda upp en bild av detta fornminne      |
| Lunda 211:1        | Stensättning                     |              | Lunda, Uppland      |       | 59.657288, 18.064677 | 10004702110001 | Ladda upp en bild av detta fornminne      |
| Lunda 219:1        | Hög                              |              | Lunda, Uppland      |       | 59.647062, 18.048188 | 10004702190001 | Ladda upp en bild av detta fornminne      |
| Lunda 221:1        | Röse                             |              | Lunda, Uppland      |       | 59.656883, 18.019704 | 10004702210001 | Ladda upp en bild av detta fornminne      |
| Lunda 222:3        | Stensättning                     |              | Lunda, Uppland      |       | 59.656472, 18.006203 | 10004702220003 | Ladda upp en bild av detta fornminne      |
| Lunda 227:1        | Stensättning                     |              | Lunda, Uppland      |       | 59.663261, 17.999249 | 10004702270001 | Ladda upp en bild av detta fornminne      |
| Lunda 229:1        | Runristning                      |              | Lunda, Uppland      |       | 59.649632, 18.009813 | 10004702290001 | Ladda upp en bild av detta fornminne      |
| Lunda 231:1        | Stensättning                     |              | Lunda, Uppland      |       | 59.674791, 18.064885 | 10004702310001 | Ladda upp en bild av detta fornminne      |
| Lunda 234:1(1)     | Lägenhetsbebyggelse              |              | Lunda, Uppland      |       | koordinater saknas   | 11101000003906 | Ladda upp en bild av detta fornminne      |
| Lunda 239:1        | Grav- och boplatsområde          |              | Lunda, Uppland      |       | 59.650341, 17.967633 | 10004702390001 | Ladda upp en bild av detta fornminne      |